# 大森昌衛
大森 昌衛（おおもり まさえ、1919年10月16日 - 2011年1月3日）は、日本の古生物学者・地質学者・地球科学者。麻布大学名誉教授。理学博士。

## 略歴
茨城県久慈郡大子町（だいごまち）出身。東京文理科大学理学部地学科卒業。東京教育大学理学部教授（地質学鉱物学教室）を経て、麻布大学教授・教養部長。日本地質学会会長、日本学術会議会員、野尻湖発掘調査団長を歴任。

## 研究活動
東京文理科大学（東京教育大学を経て、現在の筑波大学につながる）で地質学を専攻。藤本治義、大塚弥之助（東京帝大と兼担）ら、当時の気鋭の教授陣により、層序学、古生物学の指導を受ける。戦後、新制・東京教育大学の教官となり、理学部地質学鉱物学教室で教育・研究に従事。
日本の古生物学の状況に飽きたらず、新しい古生物学の発展を目指して、1959年に井尻正二らと共に化石研究会を設立。形態学的研究にとどまらず、化石の微細構造や無機・有機の化学組成、鉱物学的性質（生体鉱物）などの視点を積極的に取り入れた。不十分な条件の中で、研究室の整備に力を注ぎ、「大森研究室」は日本における「近代的な古生物学」の拠点となり、その研究成果は国際的にも評価され、大森らの主宰による「国際生体鉱物シンポジウム」は、日本ですでに3回開催されている。また、医学・歯学・水産学・生物学など、関連境界領域との研究交流も盛んに行われた。
さらに、古生物の生活に関する古生態学の分野でも多くの研究業績がある。1957年 東京教育大学理学博士 「阿武隈山地南西部の第三系の地史特に棚倉破砕帯の地質学的研究」。
1970年代後半、文部省による東京教育大学の廃止と筑波大学の新設の方針が出されると、学内は賛成・反対の意見の対立が激しくなり、当時の全国的な「大学紛争」とも相まって、大きな混乱が生じた。大森は筑波移行に反対の教授陣の中心的存在であったが、全学的な視野で問題の解決に尽力した。
しかし、最終的に東京教育大学の廃学法案が国会で可決され、反対していた教授陣はほとんど筑波大学への採用を認められず、または自ら拒否した。
大森は定年前であったが、自ら職を辞して、麻布大学教養部へ移り、1990年に退職するまで同大学で教育・研究に当たった。
この間、大学における教育・研究にとどまらず、一般市民との交流を重要視し、地学団体研究会の創設以来の会員として、普及活動や研究条件の改善活動にも積極的に参加した。
「九条科学者の会」呼びかけ人を務めていた。

## 論文
英文
1. Omori,M.A New Species of Fossil Pholadomya from the Japanese Miocene.Venus (Japanese Journal of Malacology).,17:23-26,1952.
2. Shikama,T.,Omori,M.Note on an Occurrence of Dicrocerus in-the Daigo Group of the Ibaraki Prefecture, Japan.Proceedings of the Japan Academy.,28:567-572,1952.
3. Kobayashi,I.,Mano,K.,Isogai,F.,Omori,M.Biomineral formation of gastropods, in comparison with that of pelecypods.Biomineralization and Biological Metal Accumulation.,261-266,1983.
4. Fu,J.,Omori,M.Late Precambrian cyphomegacritarchs from the Liulaobei Formation, Bagong Shan Mountain, near Shouxian, Eastern China and their mathematical simulation.Earth Science (Chikyu Kagaku).,49:332-340,1995.